# Salix chaenomeloides
Salix chaenomeloides är en videväxtart som beskrevs av Arika Kimura. Salix chaenomeloides ingår i släktet viden, och familjen videväxter.

## Underarter
Arten delas in i följande underarter:
- S. c. glandulifolia
- S. c. pilosa

## Bildgalleri

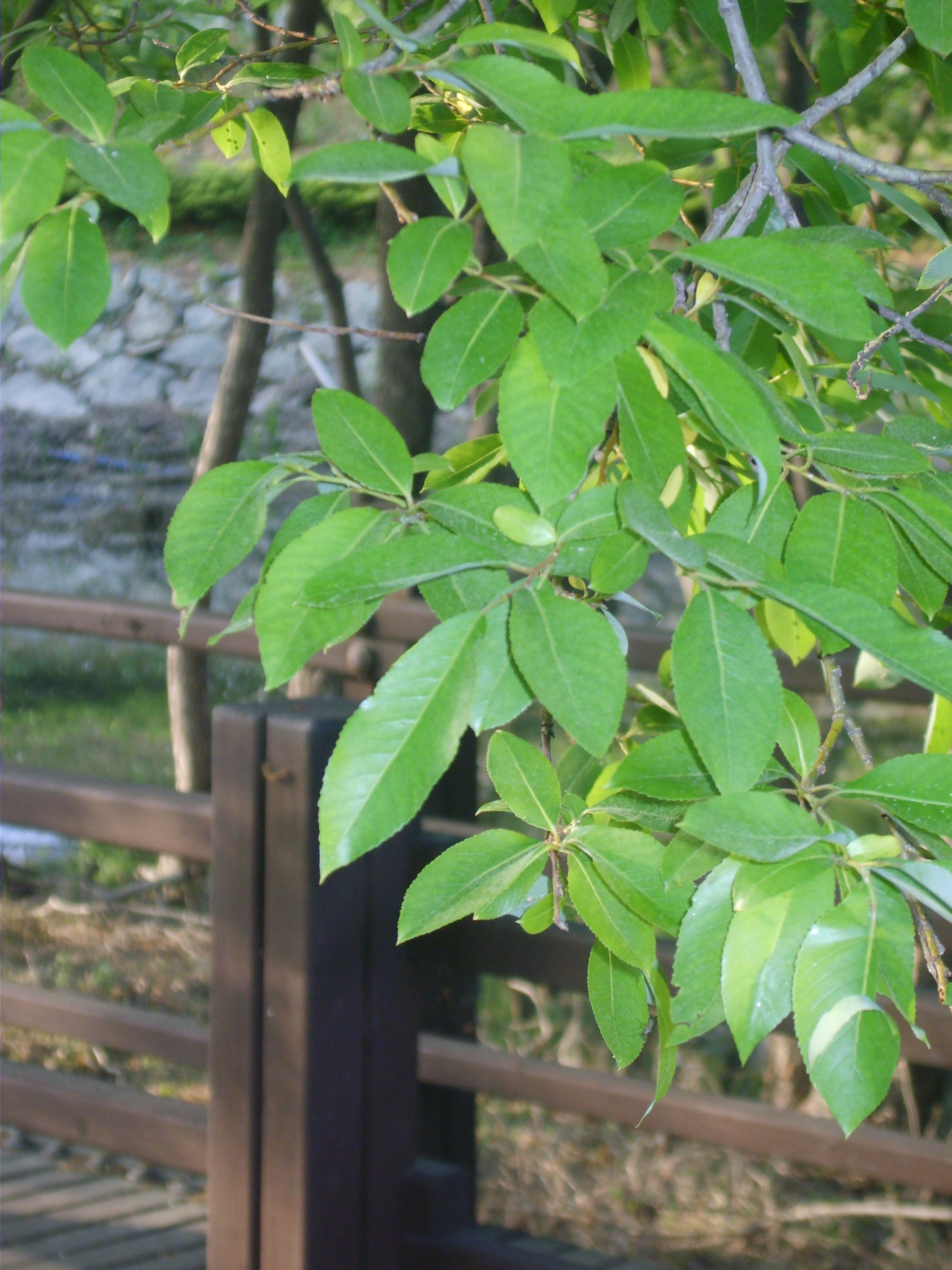
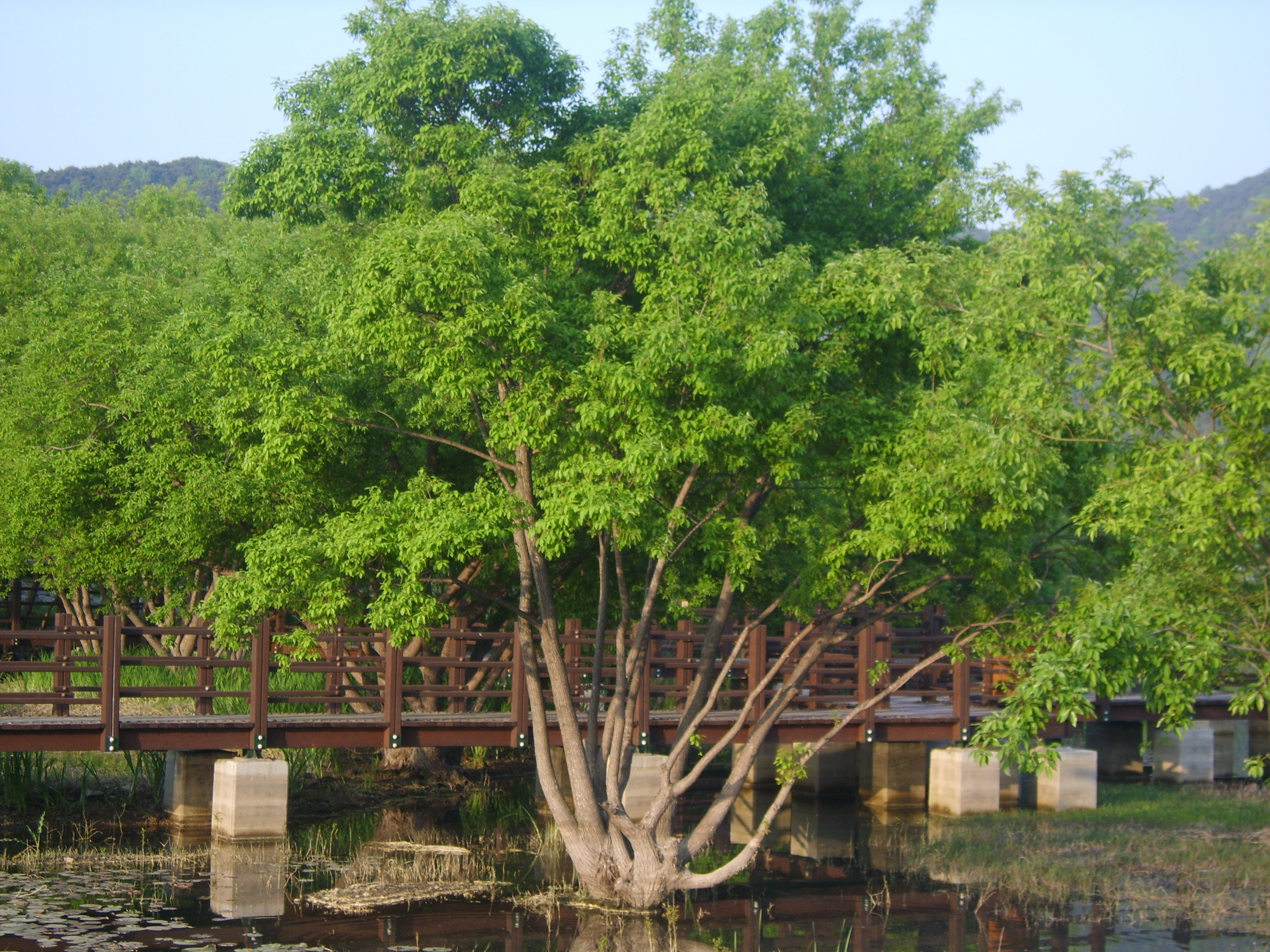
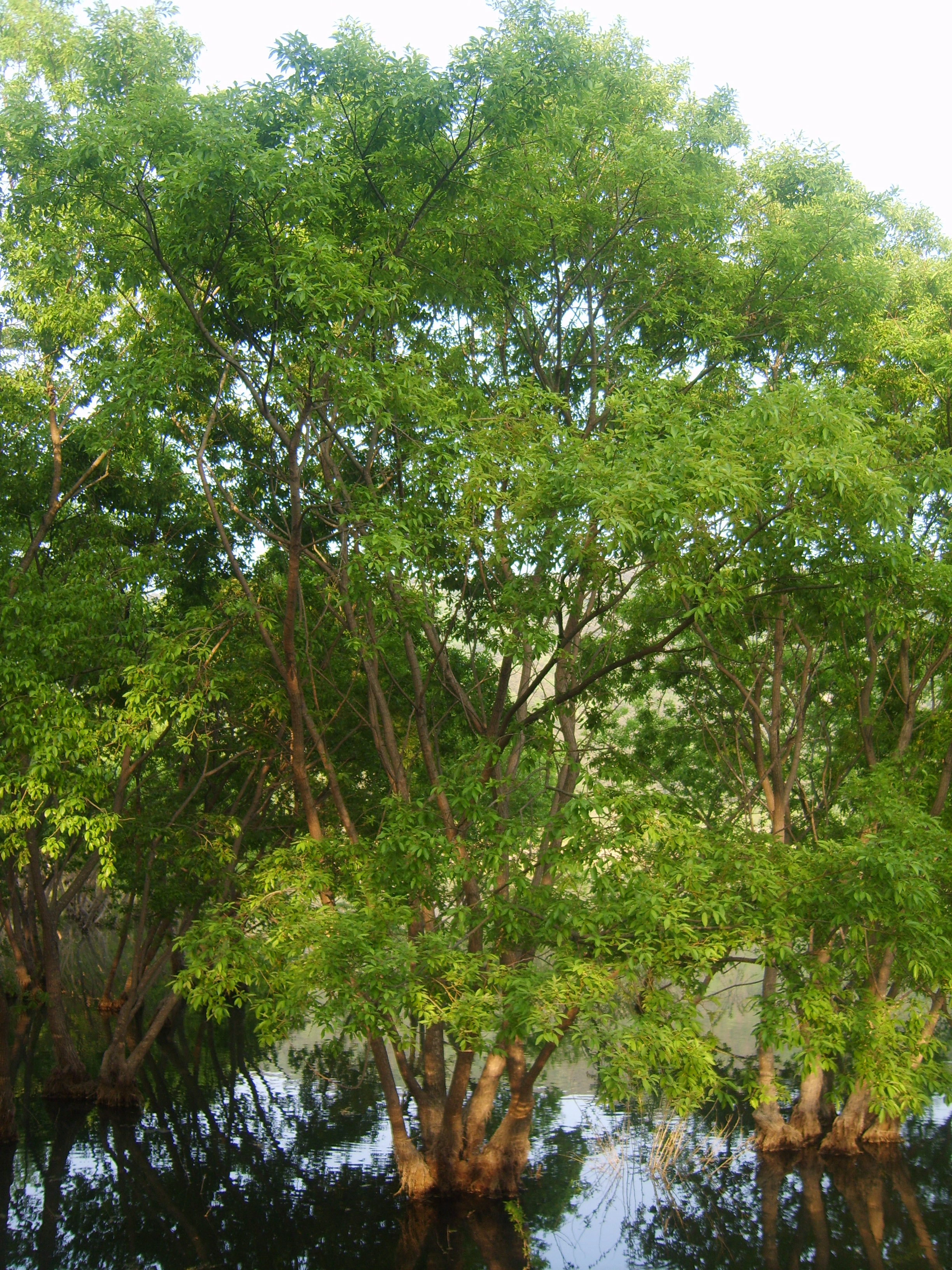
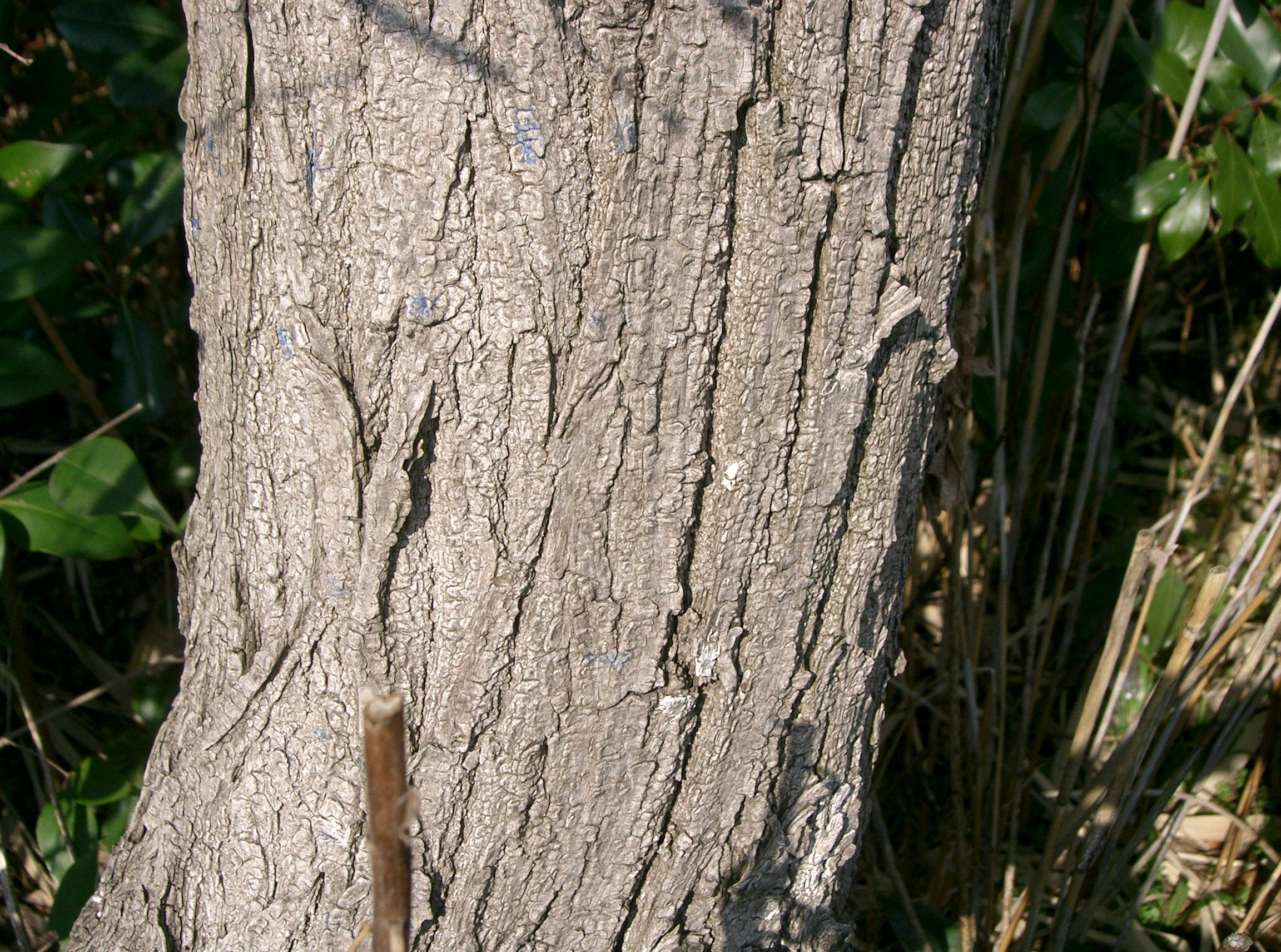
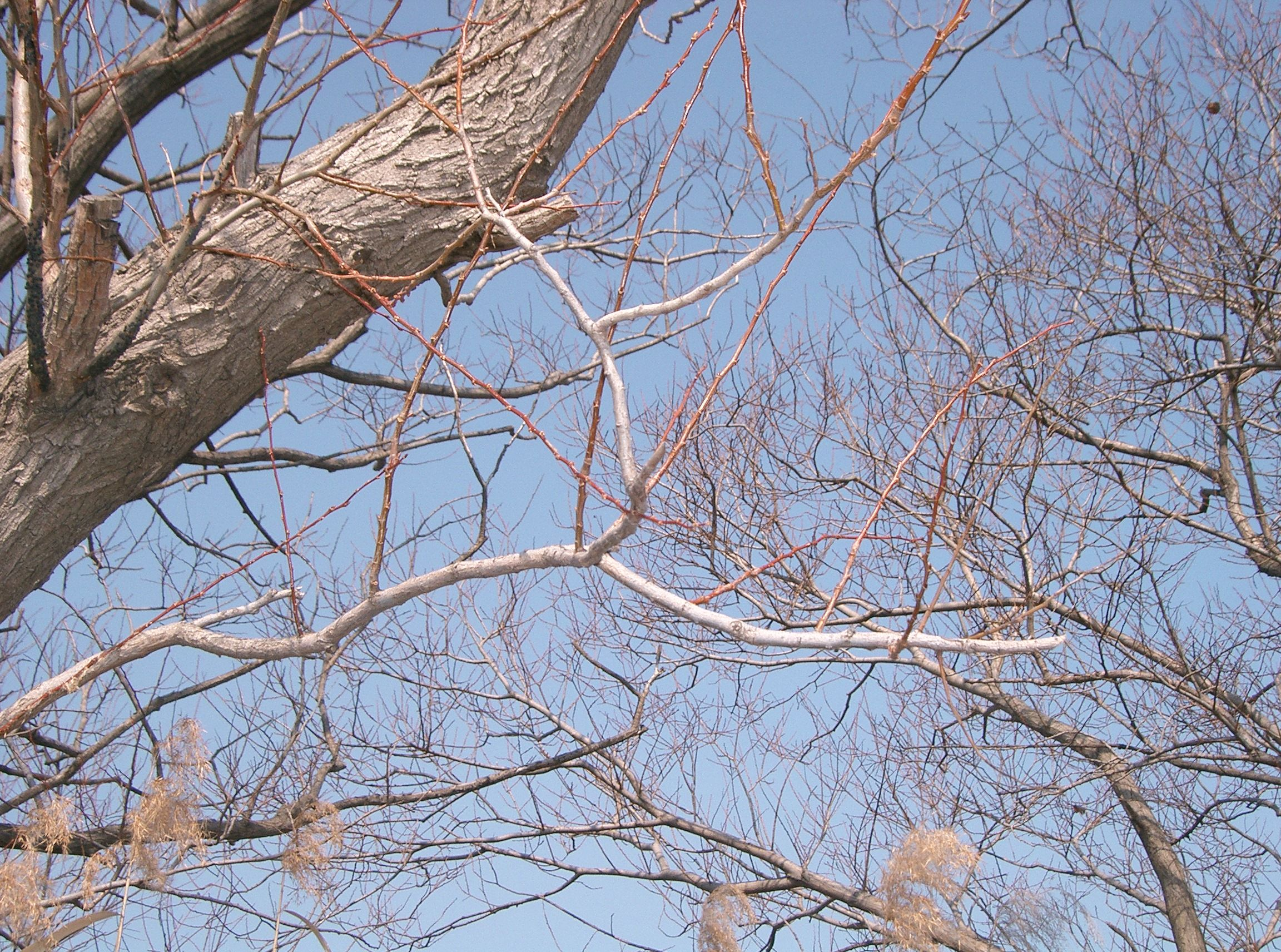
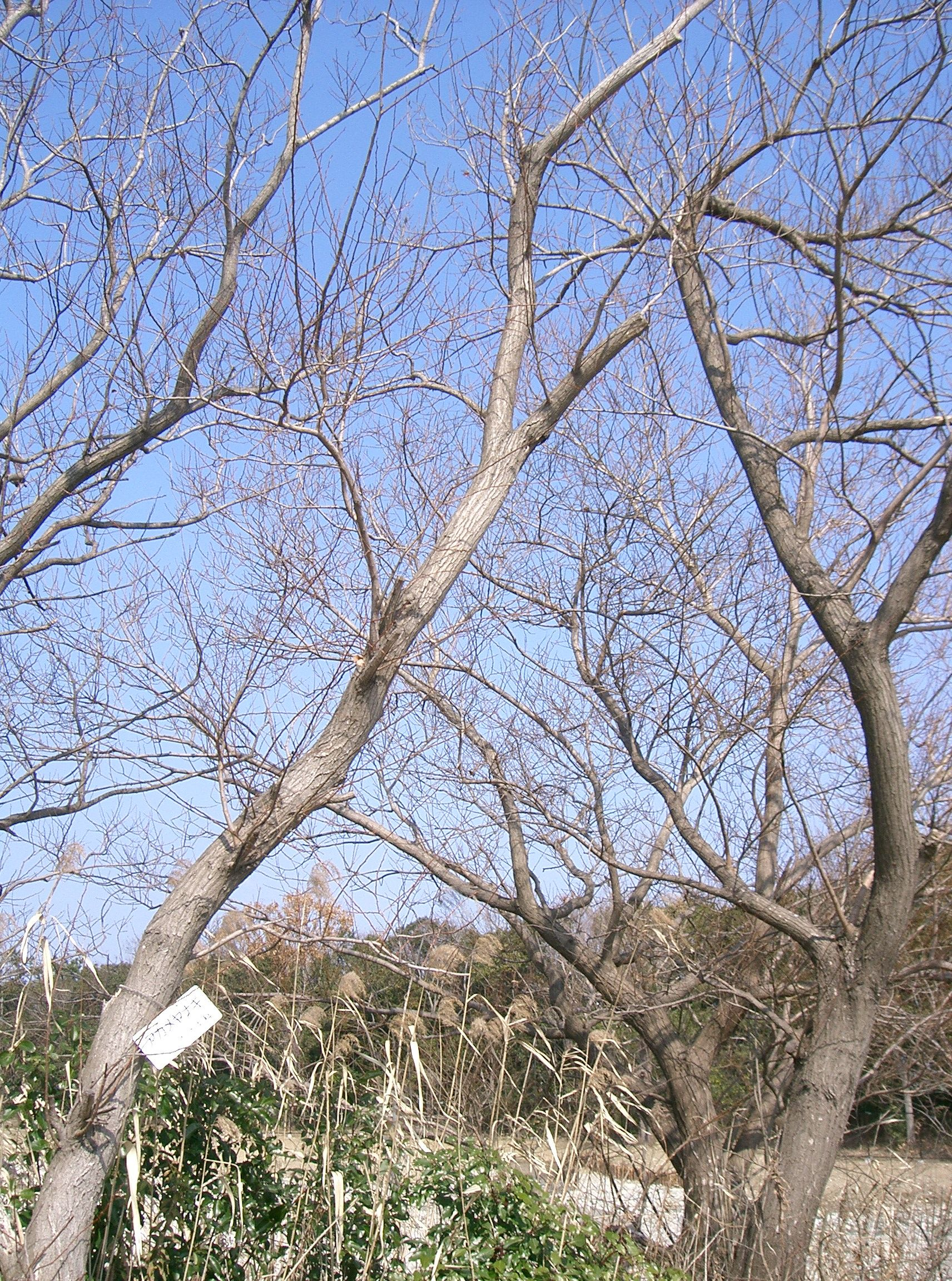